# Mailleroncourt-Charette
Mailleroncourt-Charette là một xã thuộc tỉnh Haute-Saône trong vùng Bourgogne-Franche-Comté phía đông nước Pháp.

## Points of interest
- Arboretum de la Cude